# Vesta Williams
Mary Vesta Williams (Coshocton, 1 december 1957 – El Segundo, 22 september 2011) was een Amerikaanse r&b, soul, funk, pop en jazz-singer-songwriter en actrice. Oorspronkelijk vermeld als Vesta Williams, stond ze vanaf de jaren 1990 kortweg bekend als Vesta. Ze stond bekend om haar vocale bereik van vier octaven. Ze zong ooit "The Star-Spangled Banner" voor de game-opener van de Los Angeles Lakers en gebruikte daarbij alle vier de octaven. Hoewel Williams nooit gouden albums of Top 40-hits in de Billboard Hot 100 had, scoorde ze zes Top 10-hits in de Billboard r&b-hitlijst in de Verenigde Staten van het midden van de jaren 1980 tot het begin van de jaren 1990, waaronder "Once Bitten, Twice Shy" (1986), "Sweet Sweet Love" (1988), "Special" (1991) en haar r&b-hit en kenmerkende nummer "Congratulations" uit 1989.

## Biografie
Williams' vader was een diskjockey. Haar familie verhuisde in de jaren 1960 van Ohio naar Los Angeles. Terwijl ze daar waren, verschenen Williams en haar drie zussen Margaret, Marte en Marlena in de televisieshow Jack and Jill als The Williams Sisters. Later keerde ze terug naar Ohio, maar besloot terug te gaan naar Los Angeles om een solocarrière te beginnen. Voormalig Fifth Dimension-lid Ron Townson haalde Williams in zijn band Wild Honey. Na die periode vond Williams werk als achtergrondzangeres en werkte ze samen met artiesten als Chaka Khan, Gladys Knight, Sting, Stephanie Mills, Anita Baker en Gordon Lightfoot. Williams zong op de originele versie van Joe Sample's The Survivor en ontmoette producent David Crawford, terwijl hij met zijn groep Klique werkte. Nadat ze sessiewerk had gedaan, kreeg ze een platencontract bij A&M Records en haar debuutalbum Vesta werd uitgebracht in 1986. Het album bevatte haar eerste Top 10 r&b-hit Once Bitten, Twice Shy, die haar enige Britse hit werd en bescheiden presteerde in de Amerikaanse r&b-hitlijsten.
Haar publicatie Vesta 4 U uit 1988, produceerde de Top 10 r&b-hits Sweet Sweet Love, 4 U en Congratulations, waarbij de laatste piekte op #55 in de Hot 100-hitlijst en #5 in de r&b-hitlijst. Congratulations was Vesta's enige single die de Hot 100-hitlijst binnenkwam. Het album was ook haar meest succesvolle album en haar enige album dat in de Amerikaanse Billboard 200 verscheen, met een piek op #131. Er waren hardnekkige geruchten dat het nummer werd geïnspireerd door de ontbinding van haar langdurige relatie met Bruce Willis en dat Demi Moore direct verantwoordelijk was voor het beëindigen ervan. In 1991 bracht Williams haar derde album Special uit met het titelnummer als single. Special werd haar nummer met de hoogste plaatsing in de r&b-hitlijst op #2, maar de verkoop van het album was minder dan die van Vesta 4 U. Haar volgende album Everything-N-More uit 1993 produceerde slechts de kleine r&b-hit Always.
In 1989 kocht PolyGram A&M Records. Williams' matig verkochte album Relationships uit 1998 werd uitgebracht onder de naam Polygram en plaatste zich in de r&b-hitlijsten. Na de publicatie van Relationships heeft A&M/Polygram haar contract niet verlengd. Williams bleef werken als sessiezanger en zong op albums van artiesten als Phil Perry, Howard Hewett en George Duke. Haar stem was te horen door radioluisteraars in jingles voor adverteerders als McDonald's, Nike, Baskin-Robbins, Diet Coke, Revlon en Exxon. Datzelfde jaar speelde ze het openingsthema van de ABC-miniserie The Women of Brewster Place. Williams portretteerde een saloonzangeres in de film Posse uit 1993, geregisseerd door Mario Van Peebles. Gedurende deze periode had ze een hit met het SWV-nummer Rain, opgenomen naast de smooth jazzmuzikant Norman Brown. Williams had een terugkerende rol als Monica, de beste vriend van Jackée Harry, in de televisieserie Sister, Sister in het seizoen 1998-1999. Haar zangstem komt voor in het themalied van Malcolm & Eddie van UPN.
In 2000 bracht Polygram een compilatiealbum uit met nummers van Williams en voormalig A&M-artiest CeCe Peniston. In 2007 bracht Williams het album Distant Lover uit met r&b-nummers bij Shanachie Records, geproduceerd door Chris "Big Dog" Davis en was een coveralbum met nummers, die oorspronkelijk waren opgenomen door Bill Withers, Stevie Wonder, Smokey Robinson, Marvin Gaye, Sade en Deniece Williams. Haar laatste opname was het nummer Dedicated, uitgebracht op 7 december 2010 bij Stimuli Music. In 2002 was Williams een radiopersoonlijkheid geworden en was ze mede-presentator van een ochtendshow op KRNB in Dallas/Fort Worth. In de afgelopen jaren was Williams 100 pond afgevallen, van maat 26 naar maat 6. Het was in die tijd dat Williams een pleitbezorger werd voor de preventie van obesitas bij kinderen en jeugddiabetes.
Haar laatste optreden vond plaats op 17 september 2011 in Portsmouth (Virginia) tijdens de Autumn Jazz Explosion, slechts vijf dagen voor haar dood. Ze zou optreden tijdens de 21e jaarlijkse DIVAS Simply Singing! in Los Angeles op 22 oktober 2011. Shanice speelde Congratulations tijdens de show als eerbetoon aan Williams. Er was ook een eerbetoon aan de overleden zangeres Teena Marie. Williams nam op het moment van haar dood een aflevering van TV One's Unsung op. Het werd uitgezonden op 2 januari 2012.

## Overlijden
Op 22 september 2011 werd Williams dood aangetroffen in een hotelkamer in El Segundo, Californië, een buitenwijk van Los Angeles. Volgens het kantoor van de lijkschouwer in Los Angeles County werd ze om 18:15 uur dood aangetroffen. Een woordvoerder van het kantoor van de lijkschouwer verklaarde dat de autopsie de doodsoorzaak niet vermeldde. Eind december 2011 heeft de familie deze verklaring vrijgegeven via zanger/producent Norwood Young, waarin ze haar officiële doodsoorzaak rapporteerde: "Na een drie maanden door een lijkschouwer intensief uitgevoerde autopsie en toxicologisch onderzoek, is definitief vastgesteld dat de doodsoorzaak voor onze geliefde Vesta een natuurlijke dood was door een hypertensieve hartziekte: Een vergroot hart kan vele jaren onopgemerkt blijven".
Vesta Williams werd op 4 oktober 2011 begraven in Forest Lawn Memorial Park (Hollywood Hills) na een herdenkingsdienst in de West Angeles Church of God in Christ in Los Angeles, Californië. Onder de aanwezigen waren Wanda Dee, zangeres Peggi Blu, Freda Payne, Sheryl Lee Ralph, Loretta Devine, Kellita Smith, Norwood Young, Michael Collier, Miki Howard, Karel Bouley, Kiki Shepard, Jackée Harry, Luenell en de bekende blueszangeres Linda Hopkins. Na de begrafenis werd een privéreceptie gehouden. Ze laat haar moeder, dochter, drie zussen, een broer en drie kleinkinderen achter. Vesta Williams werd 53 jaar.

## Discografie

### Singles
- 1986:	Once Bitten Twice Shy
- 1987:	Something About You
- 1987: Don't Blow a Good Thing
- 1987: Suddenly It's Magic
- 1987: You Make Me Want To (Love Again)
- 1988:	Sweet, Sweet Love
- 1989:	4 U
- 1989: Congratulations
- 1989: How You Feel
- 1990:	I'll Be Good to You (met Najee)
- 1991:	Special
- 1991: Do Ya
- 1993:	Always
- 1998:	You Still Do It
- 1998: Somebody for Me
- 2010:	Dedicated
- 2013:	Better Days

### Studioalbums
- 1986:	Vesta (A&M)
- 1988:	Vesta 4 U (A&M)
- 1991:	Special (A&M)
- 1993:	Everything-N-More (A&M)
- 1998:	Relationships (i.e. music)
- 2007:	Distant Lover (Shanachie)
- 2013:	Seven (Bronx Bridge)

### Compilaties
- 2000: Winning Combinations (met CeCe Peniston) (A&M Records/Universal Music Group)

### Muziekvideo's
- Once Bitten Twice Shy
- Something About You
- Don't Blow a Good Thing
- Sweet Sweet Love
- 4 U
- Congratulations
- How You Feel
- Special
- Do Ya
- Always
- Somebody for Me
- Dedicated

- Bibliothèque nationale de France: cb14003069d (data)
- Gemeinsame Normdatei: 134557891
- International Standard Name Identifier: 0000 0000 8079 6205
- Library of Congress Control Number: n91076131
- MusicBrainz: de799ce6-84cd-436d-b9f2-2cb576e0783d
- Virtual International Authority File: 207365